# Meininger Unterland
Meininger Unterland ist die historische Bezeichnung des Landkreises Meiningen im früheren Herzogtum Sachsen-Meiningen. Diese Bezeichnung stammt aus der ersten Hälfte des 19. Jahrhunderts und bezeichnet im Unterschied zum später erworbenen „Meininger Oberland“ (späterer Landkreis Sonneberg) das Kerngebiet, aus dem 1680 das Herzogtum Sachsen-Meiningen entstanden ist. Nach dem Ende des selbständigen Staates Sachsen-Meiningen im Jahr 1920 ist der Begriff aus der Umgangssprache verschwunden.

## Entstehung des Begriffs „Meininger Unterland“
Das ernestinische Herzogtum Sachsen-Meiningen entstand 1680 durch Teilung des Herzogtums Sachsen-Gotha-Altenburg unter den Söhnen Herzog Ernsts I. von Sachsen-Gotha (1601–1675). Dabei bekam der dritte Sohn Herzog Ernsts des Frommen,  Bernhard I. von Sachsen-Meiningen, die ehemals hennebergischen Ämter Meiningen, Maßfeld, Wasungen, Sand und Frauenbreitungen, sowie die sächsisch-wettinischen Ämter Salzungen und Altenstein mit dem Gericht Liebenstein zugesprochen. Aufgrund der historischen Zugehörigkeit zu verschiedenen Herrscherhäusern zählten die Ämter nach 1500 bis zu dessen Auflösung 1806 zu zwei verschiedenen Reichskreisen. Während die beiden wettinischen Ämter als Teil der ehemaligen Landgrafschaft Thüringen und der späteren sächsischen Herzogtümer zum Obersächsischen Reichskreis zählten, gehörten die fünf hennebergischen Ämter dem Fränkischen Reichskreis an.
Durch das Aussterben der Linien Sachsen-Coburg (1699) und Sachsen-Römhild (1710) wurde das Territorium des Fürstentums nach jeweils langen und zum Teil kriegerischen Erbauseinandersetzungen (Themarer Krieg) deutlich vergrößert.
Im 18. Jahrhundert hatte das Herzogtum Sachsen-Meiningen die Ämter Neuhaus, Sonneberg und Schalkau mit dem Gericht Rauenstein erworben, welche vom Kerngebiet von Sachsen-Meiningen durch das Herzogtum Sachsen-Hildburghausen getrennt waren und bis 1826 als ein von Meiningen staatsrechtlich getrennter Teil des Herzogtums Sachsen-Coburg galten.
Für die beiden Landesteile bürgerten sich nun die Namen „Meininger Unterland“ für die sieben Ämter des Kerngebiets um Meiningen und „Meininger Oberland“ für die drei Ämter um Sonneberg ein.

### Verwaltungsgeschichte des Meininger Unterlands
Für den Erwerb des Amts Schalkau kamen 1723 im Tausch die vier unterländischen Orte Queienfeld (bisher Amt Meiningen), Schwickershausen (Meiningischer Anteil), Rentwertshausen und Berkach im Grabfeld (alle drei bisher Amt Maßfeld) an das Herzogtum Sachsen-Hildburghausen, welches diese dem Amt Behrungen angliederte.
Bis 1720 wurde das Amt Meiningen vom Amtmann des Amts Maßfeld mit verwaltet. Das Amt Altenstein befand sich bis 1722 als Lehen der Herzöge von  Sachsen-Meiningen im Besitz der Familie Hund von Wenkheim. Nach deren Aussterben wurde 1723 ein herzogliches Amt aus dem Gebiet gebildet. Im Jahr 1800 wurde das Gericht Liebenstein dem Amt Altenstein unterstellt, die Justiz aber bis 1827 selbständig gehandhabt. Seit 1812 war der Altensteiner Amtmann auch für das Amt Frauenbreitungen zuständig.
Im Rahmen einer Grenzbereinigung mit dem Großherzogtum Würzburg kamen 1808 die ehemals reichsritterschaftlichen Dörfer Bibra, Bauerbach, Nordheim und der Hof Ruppers an das Amt Maßfeld, wogegen der landesherrschaftliche Streubesitz in Willmars aufgegeben und mit der reichsritterschaftlichen Hälfte von Willmars und den reichsritterschaftlichen Orten Mühlfeld, Neustädtles, Ober- und Unterfilke, Völkershausen und Sands dem Großherzogtum Würzburg überlassen wurden. Der ehemals reichsritterschaftliche Ort Walldorf kam an das Amt Meiningen.
Im Jahre 1825 kam es zu einer Änderung der Amtsstruktur im Unterland. Die seit 1583 bestandene gemeinsame Verwaltung der Ämter Wasungen und Sand wurde aufgelöst und das Amt Sand bekam einen eigenen Amtmann. Die Ämter Meiningen und Maßfeld wurden im gleichen Jahr neu gegliedert. Während das Amt Meiningen seine Exklave Vachdorf/Leutersdorf an das Amt Maßfeld abgab, erhielt es von diesem dessen Nordteil.
Durch die Verordnung der Landesregierung und des Oberlandesgerichts wurde die höchste Verordnung vom 25. Juni 1825, die die Trennung von Verwaltung und Justiz in den Lokalbehörden vorsah, mit Wirkung vom 1. September 1827 im Unterland eingeführt. Die fünf unterländischen Ämter Wasungen, Sand, Frauenbreitungen, Altenstein mit Liebenstein und Salzungen wurden aufgelöst. Für die Verwaltung, für Polizei, Straßenbau, Militärwesen und Kommunalaufsicht wurde ein Kreisamt mit dem Sitz in Frauenbreitungen errichtet. Für die Verlegung des Verwaltungsmittelpunktes in diesen kleinen Ort sprach seine zentrale Lage. Während aus den fünf unterländischen Ämtern eine Verwaltungseinheit geschaffen wurde, teilte man die Rechtsprechung 1827 auf die Justizämter Salzungen, Glücksbrunn und Wasungen auf. Die Ämter Maßfeld und Meiningen blieben 1827 noch als eigene Behörden bestehen, wurden aber in Verwaltungssachen bereits als „Administrativ-Amt“, in Justizsachen als „Justizamt“ bezeichnet.
Im Rahmen der Neugestaltung des Herzogtums 1829 wurde das Kreisamt Frauenbreitungen aufgelöst und in die beiden Verwaltungsämter Wasungen und Salzungen geteilt. Die Verwaltung der Ämter Meiningen und Maßfeld übernahm nun das Verwaltungsamt Meiningen. Die Rechtsprechung ging von den Justizämtern Salzungen, Wasungen und Glücksbrunn, sowie den Ämtern Meiningen und Maßfeld auf das Kreisgericht Meiningen über. Die adligen Niedergerichte im Gebiet hielten sich noch bis 1848.
Bei einer strukturellen Neuordnung des Herzogtums Sachsen-Meiningen im Jahr 1868 wurden die Verwaltungsämter Meiningen, Wasungen und Salzungen aufgelöst zum Landkreis Meiningen vereinigt, welcher somit das ganze Unterland umfasste.

### Ende des „Meininger Unterlandes“
Nach der Abdankung von Herzog  Bernhard III. am 10. November 1918 wurde das Herzogtum zum Freistaat Sachsen-Meiningen, das bis 1920 fortbestand. Danach kam der Landkreis Meiningen zum neu gegründeten Land Thüringen, wurde jedoch infolge einer Verwaltungsstruktur territorial verändert. Meiningen blieb Kreisstadt.

## Verwaltungsstruktur des Meininger Unterlands

### Verwaltungsstruktur bis 1827
| Amt                                                  | Hauptort                         |
| ---------------------------------------------------- | -------------------------------- |
| Amt Meiningen                                        | Meiningen                        |
| Amt Maßfeld                                          | Untermaßfeld                     |
| Amt Wasungen                                         | Wasungen                         |
| Amt Sand                                             | Wasungen, ab 1825: Oepfershausen |
| Amt Frauenbreitungen                                 | Frauenbreitungen                 |
| Amt Salzungen mit den Exklaven Oberellen und Dietlas | Salzungen                        |
| Amt Altenstein mit dem Gericht Liebenstein           | Schweina                         |

### Verwaltungsstruktur 1827–1829
Verwaltung
| Verwaltungsbehörde          | Zugehörige ehemalige Ämter                                              |
| --------------------------- | ----------------------------------------------------------------------- |
| Kreisamt Frauenbreitungen   | Salzungen, Altenstein mit Liebenstein, Frauenbreitungen, Wasungen, Sand |
| Administrativ-Amt Meiningen | Amt Meiningen                                                           |
| Administrativ-Amt Maßfeld   | Amt Maßfeld                                                             |

Justiz
| Justizbehörde         | Zugehörige ehemalige Ämter                   |
| --------------------- | -------------------------------------------- |
| Justizamt Salzungen   | Salzungen                                    |
| Justizamt Glücksbrunn | Altenstein mit Liebenstein, Frauenbreitungen |
| Justizamt Wasungen    | Wasungen, Sand                               |
| Justiz-Amt Meiningen  | Amt Meiningen                                |
| Justiz-Amt Maßfeld    | Amt Maßfeld                                  |

### Verwaltungsstruktur 1829–1868
Verwaltung
| Verwaltungsbehörde       | Zugehörige ehemalige Ämter                              |
| ------------------------ | ------------------------------------------------------- |
| Verwaltungsamt Salzungen | Salzungen, Altenstein mit Liebenstein, Frauenbreitungen |
| Verwaltungsamt Wasungen  | Wasungen, Sand                                          |
| Verwaltungsamt Meiningen | Meiningen, Maßfeld                                      |

Justiz
| Justizbehörde          | Zugehörige ehemalige Justizbehörden          |
| ---------------------- | -------------------------------------------- |
| Kreisgericht Meiningen | Justizämter Salzungen, Glücksbrunn, Wasungen |
| Kreisgericht Meiningen | Justiz-Ämter Meiningen und Maßfeld           |

### Verwaltungsstruktur 1868–1918
| Verwaltungsbehörde  | Justizbehörte                                                                                                   |
| ------------------- | --- |
| Landkreis Meiningen | Kreisgericht Meiningen - Amtsgerichte Meiningen (Stadt und Land) - Amtsgericht Salzungen - Amtsgericht Wasungen |